# Apanthuroides fijiensis
Apanthuroides fijiensis là một loài chân đều trong họ Anthuridae. Loài này được Kensley miêu tả khoa học năm 1979.